# Квонган
Квонган — форма пустоши. Экорегион юго-запада Австралии. Тянется вдоль береговой линии от Кабо-Натуралист (Cape Naturaliste) до Перта. Несмотря на столь значительную протяжённость, большая часть квонгана уничтожено.

## Этимология
Название «квонган» взято из языка племени нунгар.

## География
Квонган содержит богатую растительностью пустошь с густыми зарослями склерофитовых кустарников, встречаются также изолированные небольшие деревья. Также для квонгана характерны песчаная почва (в которой мало питательных веществ), частые натуральные пожары, очень высокий уровень эндемичности, разнообразие местных растений. Климат для этой местности близок к средиземноморскому: для зимнего периода обычны частые проливные дожди, лето жаркое и сухое.
Квонган имеет сходство с средиземноморским маквисом, калифорнийской чапаралью, чилийской маторралью и финбошом из Южной Африки.